# Fluduald
Fluduald bzw. Fludualdus ist ebenso wie Chlodovaldus eine romanische Schreibvariante
des fränkischen männlichen Vornamens Hludowald, welcher zur Zeit der Merowinger und Karolinger in Gebrauch war.
Die Variante Fluduald erscheint in den Historien des Nithard (9. Jahrhundert) zweimal: zum einen für das Kloster Saint-Cloud  (Sanctus Fludualdus), vormals Novigentum/Novientum bei Paris, welches nach Chlodovald (Chlodoald) benannt wurde. Dieser wird in den Historien des Gregor von Tours als jüngster Sohn des merowingischen Prinzen Chlodomer erwähnt, welcher wiederum der zweitälteste Sohn von Chlodovechus (dt. Chlodwig/frz. Clovis) aus der Ehe mit Chrodechildis (dt. Chrodechild/frz. Clothilde) war.
Zum anderen erscheint Fluduald für einen Ort an der Loire (Sanctus Fludualdus), an dem Nithard an seinen Geschichtsbüchern arbeitete.
(Zitat aus den Historien: „Dum haec super Ligerim iuxta sanctum Fludualdum [Saint Claude supra Blois?] consistens scriberem, ecclipsis solis hora prima, feria tertia XV[.]“)

## Entstehungserklärung
Die Schreibung des Namens Fluduald erklärt sich aus der Tatsache, dass mittelalterliche Schriften in lateinischer Sprache verfasst wurden. Da romanische Muttersprachler Schwierigkeiten hatten, die germanischen Hauch- bzw. Reibelaute auszusprechen (h, ch), wurden annähernde Schreibweisen entwickelt (c oder ch für h bzw. ch; f für h vor r und l). Noch heute findet sich diese Schreibweise in dem aus dem Französischen stammenden Wort Flanke wieder, welches auf das ursprünglich altniederfränkisches Wort hlanka ‚biegsam‘ zurückgeht (verwandt mit hdt. schlank und Gelenk). Im Laufe des Mittelalters hat sich im Niederländischen und im Hochdeutschen der anlautende Hauchlaut vor Konsonanten wie r und l zurückgebildet (vgl. afränk. hros mit nhd. Ross), blieb in einigen romanischen Sprachen aber als f oder c erhalten.